# Cantone di Morlaàs
Il Cantone di Morlaàs era una divisione amministrativa dell'arrondissement di Pau.
È stato soppresso a seguito della riforma complessiva dei cantoni del 2014, che è entrata in vigore con le elezioni dipartimentali del 2015.
Comprendeva i comuni di:
- Abère
- Andoins
- Anos
- Arrien
- Barinque
- Bernadets
- Buros
- Escoubès
- Eslourenties-Daban
- Espéchède
- Gabaston
- Higuères-Souye
- Lespourcy
- Lombia
- Maucor
- Montardon
- Morlaàs
- Ouillon
- Riupeyrous
- Saint-Armou
- Saint-Castin
- Saint-Jammes
- Saint-Laurent-Bretagne
- Saubole
- Sedzère
- Sendets
- Serres-Castet
- Serres-Morlaàs
- Urost